# Sahrauis
Die Sahrauis (andere Schreibweisen Sahraouis, Sahrawis, Saharaui) sind eine maurische Ethnie in der Westsahara. Das Ethnonym ist vom arabischen Wort für Sahara (صحراء, DMG ṣaḥrāʾ), „Wüste“ abgeleitet, auf Tamazight ⵉⵙⴻⵃⵔⴰⵡⵉⵢⴻⵏ Iseḥrawiyen.

## Geschichte

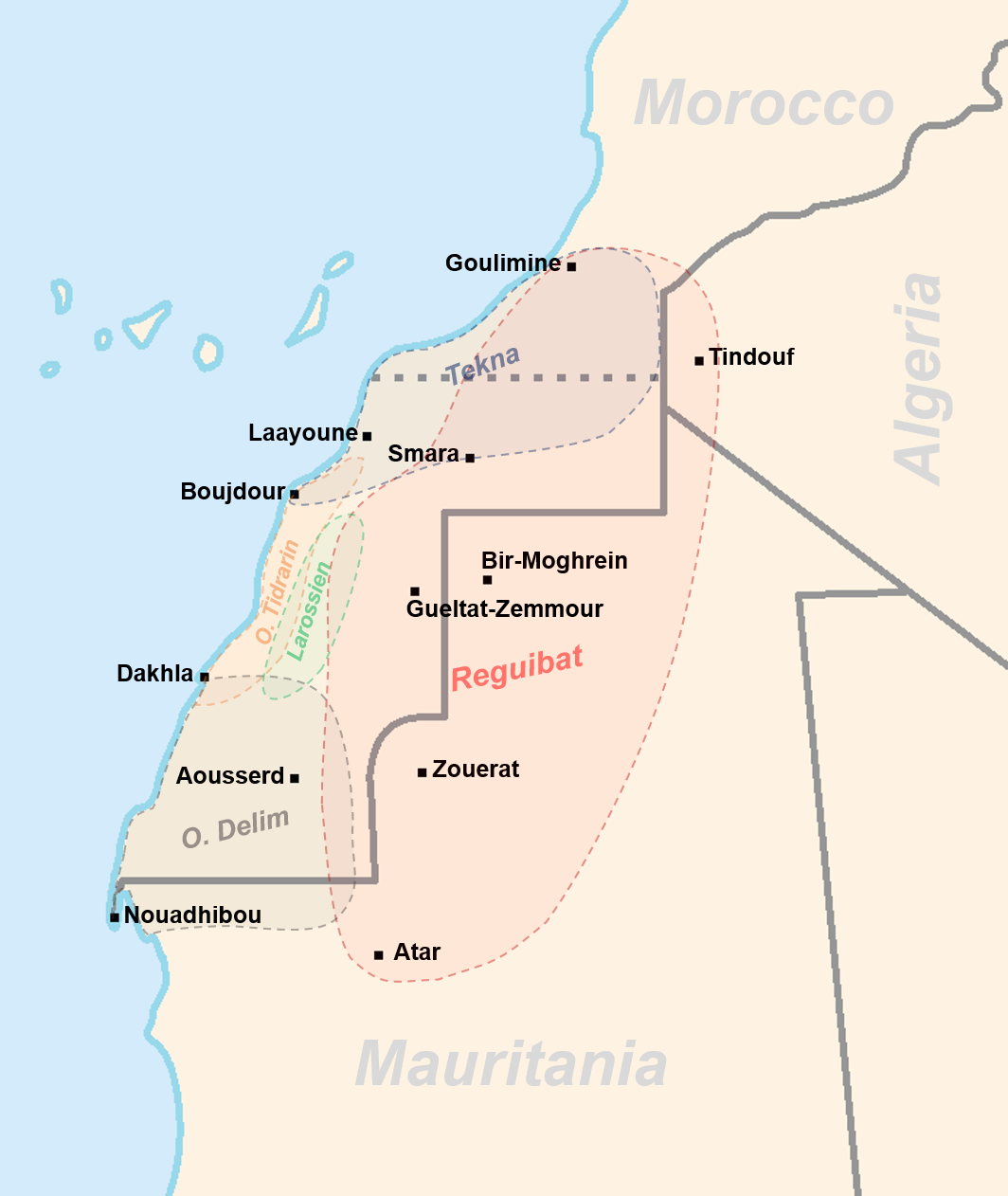
Verbreitung der Sahraui-Stämme

Berichten arabischer Geographen des Mittelalters zufolge waren zu Beginn der Islamisierung Nordafrikas die gesichtsschleiertragenden Sanhadscha die dominierende Berbergruppe in der westlichen Sahara. Sie bildeten den Kern der Almoraviden, die im 11. Jahrhundert als religiöse Erneuerungsbewegung von der Westsahara den Maghreb und die Iberische Halbinsel überzog. Die folgende geistige und kulturelle Blütezeit wirkt in der spanisch-maurischen Kultur und Architektur bis heute nach. Im 13. Jahrhundert zerfiel die politische Einheit des Maghreb endgültig. In mehreren Wellen zogen arabische Nomadengruppen vermutlich jemenitischer Herkunft mit ihren Herden nach Nordafrika. Die Maqil, besonders der Stammesverband der Dui Hassan wurden in der Westsahara ansässig und überprägten die bis dahin berberische Bevölkerung. Sie brachten ihre Zeltform mit, die bis heute als Schwarzzelt (Chaima) charakteristisch ist. Unverkennbar und typisch ist der maurische Kamelreitsattel der Männer, die Rahla. Nach den Dui Hassan ist die heute in der Westsahara vorherrschende Sprache genannt: Hassania. Es ist ein arabischer Dialekt mit berberischen Einflüssen.
Im Vergleich zu anderen Ländern Afrikas war die Kolonialzeit in der Westsahara recht kurz. 1884 erklärten die Spanier das Gebiet zwischen La Gouira im Süden und dem Kap Bojador zu ihrem Protektorat. Sie unterhielten lediglich einige kleinere Handelsposten an der Küste. Erst von 1930 bis 1934 drangen spanische Kolonialtruppen ins Landesinnere vor.
Die spanischen Truppen verließen 1976 endgültig das Land, worauf Mauretanien den Südteil, Marokko den Nordteil annektierte. Der ausgerufene Staat Westsahara hat seine Exilregierung bis heute in den Lagern in Westalgerien. Ihr militärischer Arm, die Frente Polisario, war erfolgreich im Kampf gegen Mauretanien, das sich völlig aus der Westsahara zurückzog. Nach blutigen Kämpfen gegen die marokkanische Armee beherrscht die Frente Polisario etwa ein Drittel des beanspruchten Wüstengebietes.
Auch der Waffenstillstand von 1991 hat nicht zu einer Lösung der Situation geführt. 
In der Westsahara leben noch 105.000 Sahrawis. Zwischen 165.000 bis 200.000 Sahrauis leben im Exil, davon die meisten in Algerien: Kurz hinter der Grenze, in der algerischen Sahara im Gebiet von Tindouf. leben sie in fünf Zeltstädten (benannt nach den Städten der Westsahara, die ihnen genommen wurden: Laâyoune, Awserd, Smara, Dakhla und Bojador). Diese Lager werden bislang vom UNHCR versorgt, und es hat sich dort eine rudimentäre Infrastruktur entwickelt.
Laut den Einwohnern gibt es in den Zeltstädten wenig Arbeit, zu wenig Wasser, keine Krankenwagen und keinerlei Schulen, weder Universitäten noch Berufsschulen. Viele Sarawhis hier sind der Auffassung, dass der Tod beim Kampf gegen Marokko dem Exil vorzuziehen sei. Angesichts der Perspektivlosigkeit in den Lagern versuchen auch viele der jungen Leute in die angrenzenden Länder oder auch nach Europa zu fliehen.

## Gesellschaft und Kultur
Die traditionelle Lebensgrundlage der nomadischen Sahrauis ist die Zucht von Kamelen, Schafen und Ziegen, früher war daneben der Karawanenhandel von großer Bedeutung. Die in Mauretanien noch vorherrschende hierarchische Klasseneinteilung von herrschenden Kriegern bis zu ehemaligen Sklaven ging im Gebiet der Westsahara im Lauf des 20. Jahrhunderts weitgehend verloren, wesentlich trug dazu ab den 1970er Jahren das egalitäre Gesellschaftsmodell der Polisario bei.
Musik spielt eine große Rolle im kulturellen Leben. Es sind etwa zehn traditionelle Musikinstrumente bekannt, von denen drei weit verbreitet sind. Das überwiegend von Männern gespielte Melodieinstrument ist die Langhals-Spießlaute Tidinit, die ebenso wie die Bogenharfe der Frauen, Ardin, auf altägyptische Wurzeln zurückgeht. Frauen begleiten ihre Gesänge meist mit der Kesseltrommel T'bal. Seit den 1980er Jahren wird die Tidinit von der lauter klingenden E-Gitarre in den Hintergrund gedrängt.